# Amaury III de Évreux
Amaury III (fallecido hacia 1191) fue conde de Évreux en Normandía desde 1181 hasta su muerte. Pertenecía al linaje más antiguo de la familia Montfort, y a veces se le menciona como Amaury V de Montfort.
Amaury era el primogénito de Simón III, señor de Montfort-l'Amaury y conde de Évreux, y de su esposa Matilda. A la muerte de Simon en 1181, la el patrimonio de los Montfort se dividió. Amaury retuvo el condado de Évreux y tierras en Inglaterra, pero su hermano menor Simon (IV) heredó Montfort en Île-de-France. Amaury también emparentó por matrimonio con Saher de Quincy, que estaba en Évreux en 1181 como testigo de un acto de Amaury. 
Amaury se casó con Mabel, la hija mayor y heredera de William Fitz Robert, conde de Gloucester y Hawise de Beaumont. Tenían un hijo, Amaury IV (VI). Aunque Amaury tenía una clara opción al condado tras la muerte de William en 1183, fue ocupado por el rey Enrique II. Del mismo modo, no hay evidencia de que alguno de los hombres de William se unieran al séquito de Amaury mientras el condado fuera controlado por el rey.
Amaury murió durante la Tercera Cruzada en algún momento entre 1187 y 1193, probablemente en 1191. El obituario de la Catedral de Évreux menciona su muerte justo después de la de su padre, por debajo del 13 de marzo sin nombrar el año, especificando que dejó a la iglesia cuarenta solidi. Su hijo Amaury todavía era menor  de edad en el momento de su ascensión y parece que nunca gobernó Évreux, conquistado por Felipe II de Francia en 1199.  Sin embargo, logró hacer buena su pretensión al condado de Gloucester, por línea de su madre.